# Call of Duty: United Offensive
Call of Duty: United Offensive este un expansion pack pentru jocul video Call of Duty. Acesta a fost dezvoltat de Gray Matter Interactive, cu contribuții de la Pi Studios, și publicat de Activision. A fost lansat pentru Microsoft Windows pe 14 septembrie 2004.
Jocul include 13 misiuni noi în modul de campanie: o operațiune în Ardeni, o incursiune a unei unități de comando în Sicilia, o bătălie în piața gării din Harkov și un raid aerian asupra Rotterdamului.
Din data de 13 octombrie 2006, jocul este disponibil și pe Steam.

### Grafică
Grafica a rămas aproape neschimbată, cu excepția unor efecte noi, precum fumul, focul, iluminarea, lumina volumetrică, animația mișcării norilor și altele.

### Gameplay
Mecanica jocului nu a suferit modificări semnificative față de jocul original, însă United Offensive aduce câteva noutăți remarcabile. În primul rând, a fost introdus sprintul: eroul poate alerga pentru o perioadă scurtă, dar se va epuiza curând și va începe să respire greu. În al doilea rând, jucătorul poate acum distruge vehicule folosind arme de calibru mare sau prin rafale lungi de mitralieră. În al treilea rând, pe lângă controlul unui tanc, jucătorul poate conduce un jeep ca mitralior și poate trage asupra avioanelor germane „Messerschmitt” de pe un bombardier B-17. De asemenea, merită menționate inteligența artificială îmbunătățită a inamicilor și locațiile mai detaliate (mobilier, jucării împrăștiate, vegetație și altele).

### Conținut nou
Pe lângă misiunile și personajele noi, jocul adaugă câteva noi unități de tehnică militară (tancul american Sherman, jeepurile Horch și GAZ-67B, Ferdinand (ASU), SU-152 (ASU)) și arme (puști semiautomate pentru Germania și URSS, mitraliere portabile de diverse modele, Bazooka, Panzerschreck și grenade de fum), diversificând astfel nu doar campania solo, ci și jocul multiplayer.

## Joc multiplayer
Jocul multiplayer se desfășoară pe una dintre mai multe hărți, majoritatea fiind adaptări ale misiunilor din campania solo. Jucătorul poate alege una dintre tabere: Puterile Axei (Germania) sau aliații (inclusiv Uniunea Sovietică, Statele Unite ale Americii și Marea Britanie).

### Luptă FFA
Caracteristici ale modului:
- se pot configura durata jocului și numărul maxim de adversari;
- fiecare jucător primește puncte pentru eliminarea altor jucători;
- pentru autoeliminare, se scad puncte;
- dacă jucătorul este eliminat, revine aproape imediat la viață, în funcție de setările serverului, într-un loc aleatoriu de pe hartă.

Condiții de victorie:
- jucătorul atinge numărul maxim de puncte;
- jucătorul acumulează mai multe puncte la expirarea timpului alocat jocului.

### Luptă pe echipe
Caracteristici ale modului:
- se pot configura durata jocului și numărul maxim de puncte;
- jucătorii sunt repartizați în două echipe: Aliații și Forțele Axei;
- echipa câștigă puncte pentru eliminarea jucătorilor adversari;
- pentru autoeliminare și eliminarea coechipierilor, se scad puncte;
- dacă un jucător este eliminat, reapare după o perioadă prestabilită, într-un loc aleatoriu de pe hartă.

Condiții de victorie:
- echipa atinge numărul maxim de puncte;
- echipa acumulează mai multe puncte la expirarea timpului alocat jocului.

### Capturarea steagului
Caracteristici ale modului:
- se pot configura durata jocului și numărul maxim de puncte;
- jucătorii sunt repartizați în două echipe: Aliații și Forțele Axei;
- fiecare echipă are o „bază” unde se află steagul propriu;
- jucătorii trebuie să captureze steagul echipei adverse și să îl aducă la steagul propriu de pe bază, pentru a câștiga puncte pentru echipă;
- dacă un jucător este eliminat, acesta reapare după o perioadă stabilită, într-un loc aleatoriu de pe hartă.

Condiții de victorie:
- echipa atinge numărul maxim de puncte;
- echipa acumulează mai multe puncte la expirarea timpului alocat jocului.

### Sediul
Caracteristici ale modului:
- se pot configura durata jocului și numărul maxim de puncte;
- jucătorii sunt repartizați în două echipe: Aliații și Forțele Axei;
- periodic, pe hartă apare un sediu (reprezentat de o stație radio) într-un loc aleatoriu, care trebuie capturat prin păstrarea unei proximități constante pentru un anumit timp;
- odată capturat, echipa trebuie să împiedice inamicii să se apropie de sediu;
- echipa primește puncte pentru timpul în care menține controlul asupra sediului;
- cât timp sediul este capturat, atacatorii pot reapărea la intervale regulate, în timp ce apărătorii reapăr doar după distrugerea sediului.

Condiții de victorie:
- echipa atinge numărul maxim de puncte;
- echipa acumulează mai multe puncte la expirarea timpului alocat jocului.

### Căutare și distrugere
Caracteristici ale modului:
- se pot configura durata jocului, numărul de runde și durata fiecărei runde;
- jucătorii sunt repartizați în două echipe: Aliații și Forțele Axei;
- pe hartă se află două obiective, A și B, la unul dintre care Aliații încearcă să planteze o bombă cu ceas, iar Forțele Axei încearcă să îi împiedice;
- jucătorii reapăr doar la începutul următoarei runde.

Condiții de victorie în rundă:
- Aliații:

```
  * eliminarea tuturor inamicilor;
  * plasarea bombei cu ceas la unul dintre cele două obiective și prevenirea dezamorsării acesteia.
```

- Forțele Axei:

```
  * eliminarea tuturor inamicilor;
  * prevenirea plasării bombei cu ceas până la expirarea timpului rundei;
  * dezamorsarea bombei plasate.
```

Condiții de victorie în joc:
- echipa acumulează mai multe puncte la finalul rundei.

### Asalt asupra bazei
Caracteristici ale modului:
- se pot configura durata jocului, numărul de runde și durata fiecărei runde;
- jucătorii sunt împărțiți în două echipe: Aliații și Forțele Axei;
- pe hartă se află trei baze, A, B și C, iar ambele echipe încearcă să distrugă partea superioară a buncărului folosind lansatoare de grenade, bazooke, panzerschreck-uri, tancuri, ASU și încărcături de rucsac.

Condiții de victorie în rundă:
- Aliații

```
  * Să distrugă toate buncărele Axei înaintea inamicilor;
  * Să distrugă un număr mai mare de buncăre decât Forțele Axei.
```

- Forțele Axei

```
  * Să distrugă toate buncărele Aliaților înaintea acestora;
  * Să distrugă un număr mai mare de buncăre decât Aliații.
```